# East Devon (circonscription britannique)
Circonscription parlementaire de la Chambre des communes
La circonscription de East Devon est une circonscription située dans le Devon, et représentée dans la Chambre des communes du Parlement britannique depuis 2001 par Hugo Swire du Parti conservateur.

## Géographie
La circonscription comprend :
- Les villes d'Ottery St Mary, Budleigh Salterton, Exmouth et Sidmouth

## Députés
Les Members of Parliament (MPs) de la circonscription sont :
| Législature                 | Années       | Député     | Député      | Parti        |
| --------------------------- | ------------ | ---------- | ----------- | ------------ |
| East Devon issue de Honiton |              |            |             |              |
| 52e                         | 1997–2001    |            | Peter Emery | Conservateur |
| 53e                         | 2001–2005    | Hugo Swire |             | Conservateur |
| 54e                         | 2005–2010    | Hugo Swire |             | Conservateur |
| 55e                         | 2010–2015    | Hugo Swire |             | Conservateur |
| 56e                         | 2015–2017    | Hugo Swire |             | Conservateur |
| 57e                         | 2017–2019    | Hugo Swire |             | Conservateur |
| 57e                         | 2019–Présent | Simon Jupp |             | Conservateur |